# Chris Chelios
Christos Kostas Chelios, detto Chris (Chicago, 25 gennaio 1962), è un ex hockeista su ghiaccio statunitense.

## Palmarès

### Olimpiadi
- Argento a Salt Lake City 2002.

### World Cup
- Oro nel 1996.

### Canada Cup
- Argento nel 1991.